# 浙江历史
今天浙江省的范围定型于明朝初期，且700年改变甚小。此前的历史有些历史时期涉及太湖地区北部和东部，如宋朝浙西路的苏州、松江、湖州府和嘉兴府地划予南直隶；后因为浙江实在太小，1381年，湖州府、嘉兴府地划予，从此太湖流域分属两地，而浙江省范围于此后700年间未有太大改变。而苏州府、常州府、松江府等地区划入南京范围后，经历江南省，江苏省与浙北一直分属不同的政区。
明朝浙江承宣布政使司（初期不含太湖地区的湖州府、嘉兴府）在范围上大体即为今天的浙江省范围。

## 上古·史前时代
上古时代的浙江，是东亚古文明的发祥地之一。
旧石器时代
早在5万年前的旧石器时代，浙江就有原始人类建德人活动。
新石器时代
境内已发现新石器时代遗址100多处。其中比较著名的有：
- 上山文化。是21世纪新发现的史前文化遗址，距今约1万年左右。发现于浙江中部的浦江。其历史要早于河姆渡文化和马家浜文化，其将改变人们对史前长江流域文明及稻作文明历史的一般看法。[1]
- 小黄山文化，发现于距今9000年左右，发现于嵊州，是对于上山文化和河姆渡、马家浜文化起到承前启后作用的考古文化。
- 跨湖桥文化，距今8000年左右，发现于萧山，最终发展为太湖流域的马家浜文化和宁绍地区的河姆渡文化。
- 河姆渡文化。约公元前5000-公元前2900年存在。[2]。河姆渡文化遗址中发现的史前稻谷，一直被认为是古代稻作文明的代表。也有学者认为河姆渡文化的第四期（最后一期）属于良渚文化的一个类型。
- 距今6000年的马家浜文化，是太湖流域的主要的史前文化，催生了后来的良渚文化和马桥文化。环太湖的苏州、无锡、常州、上海、嘉兴、湖州、杭州以及钱塘江以南的诸暨都有马桥文化和良渚文化的遗存。
- 良渚文化。距今约5000年的。良渚文化是国家起源的代表性发现。
- 好川文化，分布于瓯江流域，受到太湖流域良渚文化很大的影响。
- 马桥文化 在良渚文化和河姆渡文化受洪水和海侵灭亡以后，一种掺杂山东岳石文化和福建地区史前文化的青铜文化类型在太湖流域广泛分布，这就是马桥文化。此后更发展形成越国和吴国，浙江进入有文字记载的国家时代。

## 越国及吴越融合
马桥文化发展成越国和吴国。《史记·越王勾践世家》认为越王勾践世是大禹的后代。东汉时史学家编写了《吴越春秋》和《越绝书》来描写这段历史，两书的作者都认为吴越两国地理相接，习俗相同，語音相通。《越绝书》所谓“吴越同俗”。
吴国在消灭了江北的邗国（今苏北扬州）、淮夷等国后，与楚国爆发激烈冲突。吴王阖闾时，以越国不协助吴国攻打楚国为由而入侵越国，结果阖闾中箭身亡。继任吴王夫差同越王勾践进行了20余年的战争，最后越王勾践于前473年吞并吴国，并迁都东海琅琊（今江苏连云港境内）。
由于受到楚国持续打击，勾践的子孙越王朱句被迫把国都迁回到吴国灭亡时的首都——句吴（今苏州阖闾城），此后四代越王都以吴为都，直到楚国克吴，越国灭亡为止。
越王无强时，越国发兵向北攻打齐国，向西攻打楚国，与中原各国争胜。齐威王使说客成功说服越国不打齐国转攻楚国，遭到楚威王的军队反击，越国大败，导致越国由盛转衰。
鲁班对楚国进行了技术援助，导致越国的惨败。早期吴国同楚国打仗，多以吴国取胜。由于吴越同楚国的战争多在长江上以舰队方式展开，居于下游的吴越舰队能够借助水势撤退，而楚国舰队的撤退以及进攻都需要人力对船的控制，因此楚国舰队常处于弱势。鲁班设计的新型船勾解决了这一问题，致使长江水战对下游的越国舰队不利。到公元前306年，楚国占领江東地區，越国迁往钱塘江以南固守。
同时，浙江南部的东瓯国（都于今浙江温州境内）是越国的一个封臣（见南宋罗泌《路史》引《越绝书》佚文），从封建法律关系来讲，虽然东瓯国实际上处于独立状态，但名义上仍是越国的一部份。
越时中原各国多推郡县制，越国境内是否实行不详，楚国侵吞越国西北部太湖流域和杭嘉湖平原后，设立江东郡。

## 楚、秦、汉时期
前306年，楚国攻占越都后，越国退守钱塘江。楚在浙西设立郡。秦国灭楚国以后，旋即进入两浙，“降越君，置会稽郡”（史记·秦始皇本纪），两浙成为秦会稽郡的一部分，郡治在吴、越两国故都吴县（今苏州）。
秦二世元年（前209），天下反秦。流亡江南的原楚国淮北贵族项羽在苏州袭杀秦会稽郡太守，率领8000江东子弟起兵。刘邦建立汉朝后，两浙仍置会稽郡，并一度为封国吴国的范围。浙江东南部的东瓯国在吴王刘濞叛乱以后被闽越国灭亡，后来也属会稽郡管辖。
这一时期两浙属于秦帝国和汉帝国的边陲地区，尤其在秦始皇和汉武帝时期，太湖流域和宁绍地区与岭南等地一样，是罪犯流放之地。
到东汉时期（25年－220年），会稽郡治所迁往山阴（今绍兴），苏州成为新设的吴郡治所。
秦国占领浙江后，将原越国本部设立会稽郡，行政中心位于今天的苏州，此前相继为吴国、越国的故都。浙江省当时主要属会稽郡，西北一部属丹杨郡，南部温台丽地区属于东瓯国，大片地区仍未为郡县覆盖。下面是位于浙江省内的郡县。

## 六朝
东汉末年，浙江曾为军阀王朗和严白虎所据，后来吴郡富春(今浙江富阳)人孙坚及其子孙策、孙权逐步统一长江下游地区。此后直到589年隋国南下吞并陈朝时，浙江以及邻近的太湖地区（即秦时的会稽郡辖区），为吴（东吴初以曹魏为正）、晋、宋、齐、梁、陈六朝领地。此时古会稽郡已经逐渐分为会稽郡、吴郡、吴兴郡、义兴郡、临海郡、东阳郡、永嘉郡和新安郡，合称为“会稽八郡”。
东吴时期，孙权认为曹魏对江南的入侵是要使“江南人民为奴婢”，孙权以此刺激江南人民反抗曹魏的勇气。当时浙江西部和皖南等山地仍为山越部落，与平地的两浙人有所不同，为增加吴国人口和兵力，吴国对山越进行征抚，并且大搞屯田，以增强吴国的国力。
280年，浙江在吴降晋后转归晋国统治。318年，由于中原发生五胡乱华，晋皇室南迁至前吴国故都南京。与此同时，大量中原贵族和士大夫南迁，也就是所谓的衣冠南渡。此时的南下中原人口主要居住在南京周围和太湖以西地区，会稽八郡并不是这次中原士族南迁的最主要居住地，不过东晋时的望族谢氏则主要居住于八郡，王氏（王羲之家族）也定居山阴。
东晋隆安年间，由于对上层士族的门阀统治不满，会稽八郡发生以五斗米道教主孙恩为首的起义。

## 隋唐
公元589年，在陈为隋所并后，浙江再次进入中原王朝统治时期。隋朝修建了大运河，将太湖流域和洛阳连接起来。
武德九年唐军进入浙江地。從贞观元年开始，太湖流域由于物产丰厚，战争时期粮食大批被征调到北方。唐高宗年间，两浙已经有一定比重的北方氏族移入，经济也向纵深发展。由于江南茶业的发展，唐時增設了多个山地产茶县。安史之乱后，因为河北沦陷，关东失守，两浙在全国赋税来源中的地位迅速上升。北方局势的混乱也使更多北方文人迁入两浙。

## 吴越国
黄巢起义彻底摧毁了唐朝腐朽的统治。军阀董昌在镇压黄巢的过程中加剧了吴越地的割据，他的部将临安人钱镠在杭州建立了吴越国，在中原经历五代十国纷争的百年动荡中，吴越国保持了东南的稳定和繁荣。为两浙成为日后中国繁庶之地奠定了基础。吴越国时期人口达到55万户。钱氏“善事中国（五代政權）”“保境安民”的基本国策也成为浙江的重要政治文化。公元960年，越匡胤建立了宋王朝，取代了后周。978年，宋以武力消灭了南方八个国家，吴越国第五任国王钱俶根据先祖“善事中国”、“如遇真主宜速归附”的遗训，主动上书“纳土归宋”。于宋太宗太平兴国三年（978）将所13州， 86县55万户及11.5万兵卒全归北宗王朝，成为十国中惟一不通过战争手段而和平统一的地区。

## 两宋

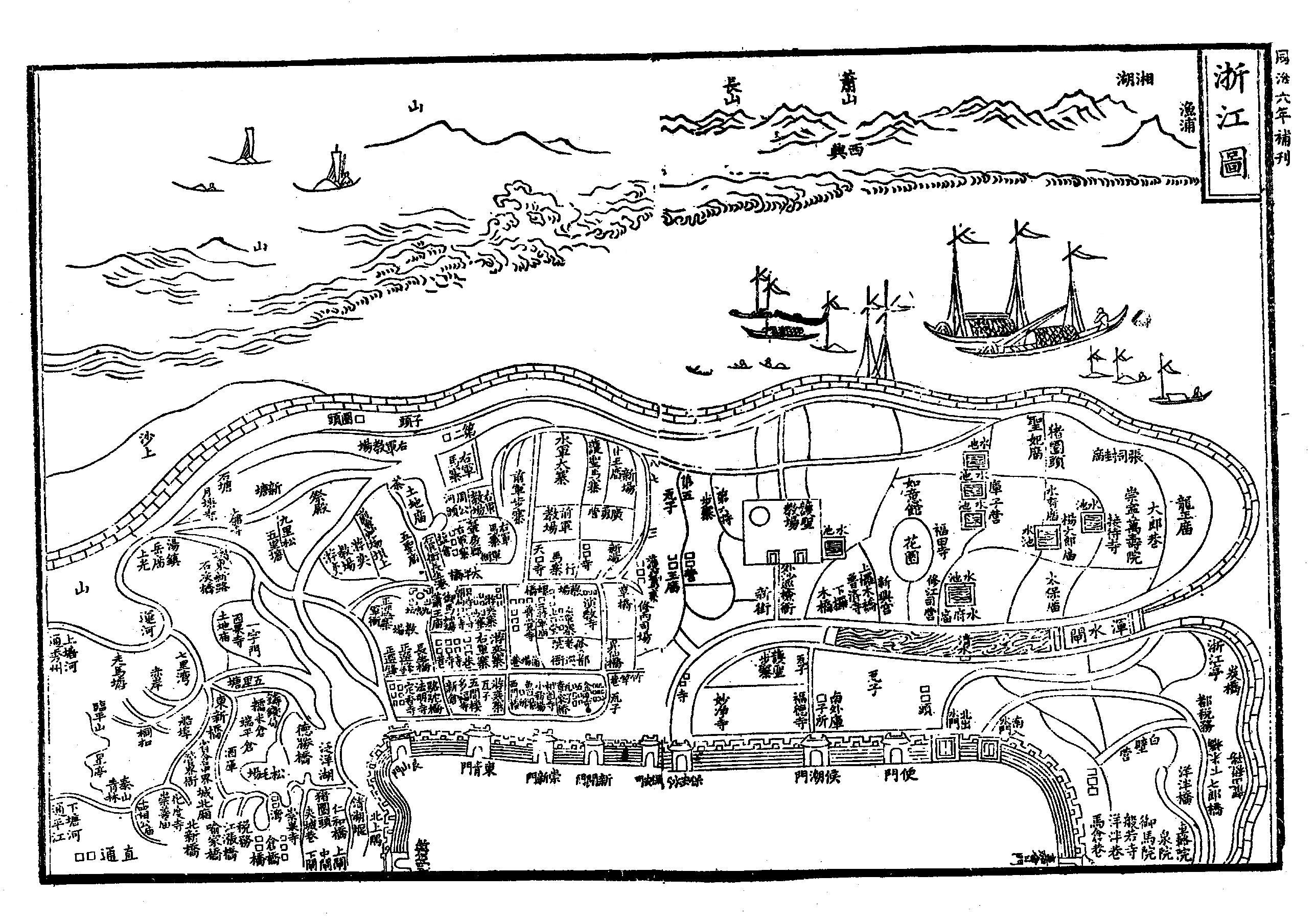
宋代钱塘江下游地图

978年，北宋大军压境，吴越国君臣在经过商议后为保全两浙民生，将土地献给北宋，史称“吴越归地”。在原吴越国和南唐东部地设立两浙路，下设14个州：苏州、常州、润州、杭州、湖州、秀州（嘉兴）、越州（绍兴）、明州（宁波）、台州（临海）、婺州（金华）、衢州、睦州（建德梅城）、温州和处州（丽水）。两浙路基本继承了唐代的两浙道。
当北宋灭亡以后，宋室在杭州建立南宋，今天浙江的省会杭州，当时稱做「臨安」，就成為南宋的行在（皇帝所在的地方，临时首都）。
由于两浙多年未受战火侵袭，这段时期 两浙在全国经济中的地位与日俱增，并凭借粮食、茶叶和丝绸等成为中国最重要的赋税重地。

## 明朝

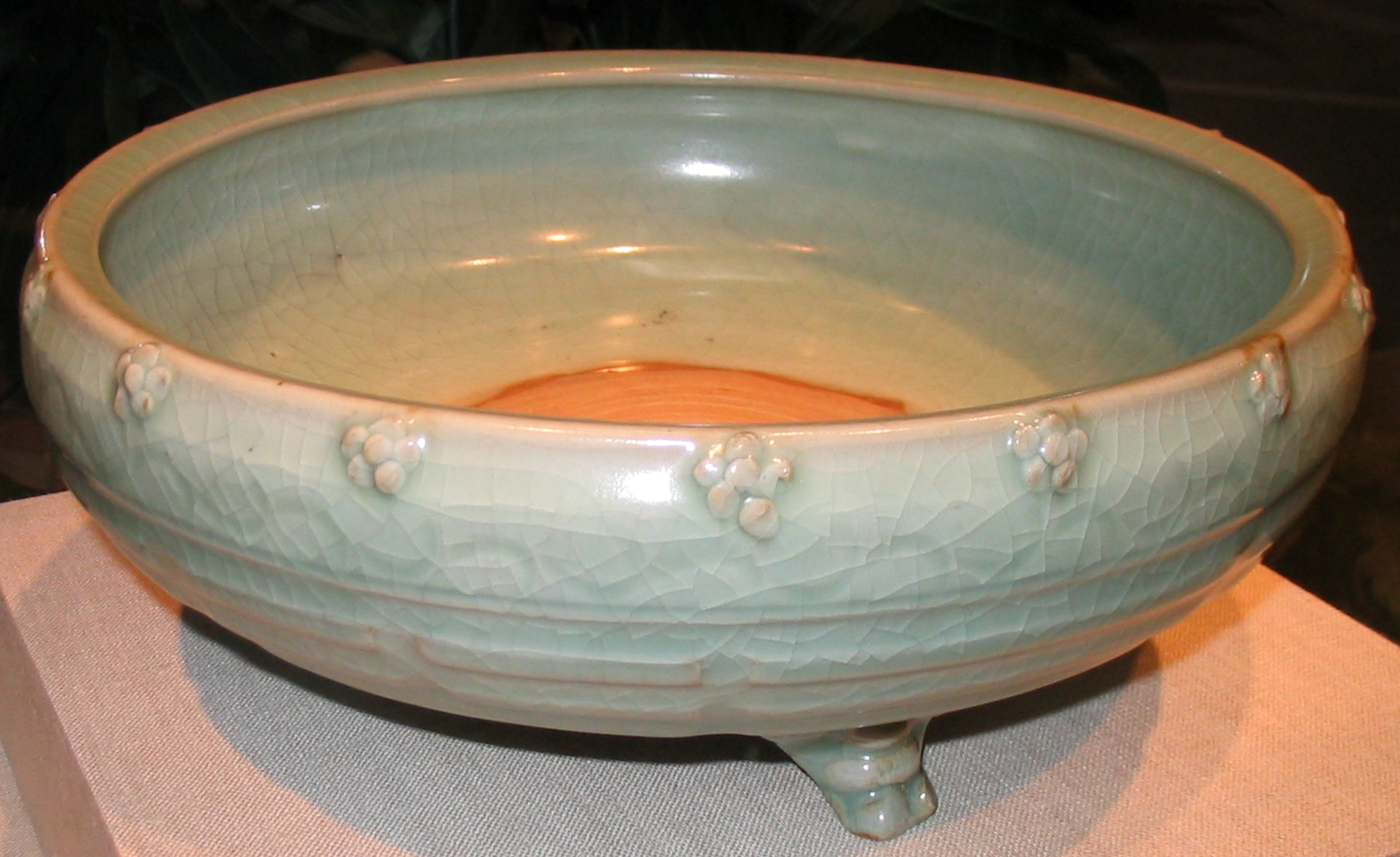
在浙江省发现的明朝瓷器，收藏在华盛顿史密森尼学会。

朱元璋的明朝军队在1368年击败今浙江境内方国珍的武装，占领浙江全部，设立浙江承宣布政使司。朱元璋后 将首都应天府（今天的南京）和龙兴地中都凤阳组成一个新的行政区划——南京（南直隶），将原宋朝浙西路的苏州、松江、湖州府、嘉兴府地划予南直隶；后因为浙江承宣布政使司实在太小，1381年，湖州府、嘉兴府地划予，从此太湖流域分属两地，而浙江省范围于此后700年间未有太大改变。明朝浙江承宣布政使司设立11个府、l州、75县。
明朝时浙江是全国赋税重地之一。此时嘉兴、湖州发展为生丝的主要产地。对外贸易也极其活跃。但是朱元璋对两浙人支持张士诚和方国珍对抗明朝向来不满，遂对包括浙江在内的沿海实施封闭锁国的海禁政策，使商业文明和重商倾向较明显的浙江备受压制。海禁严时更有“片板不许下海”的规定，并实行“迁海令”，沿海居民一概内迁，严重威胁沿海居民生计。洪武十九年(1386年)舟山46岛居民30000余人被强遣入内地，次年全国唯一的海岛县昌国县（今舟山市的前身）废除。故有明一代沿海渔商民及倭人冲击海禁的事件频频发生，到嘉靖朝时终酿成所谓的大倭患。
明朝在1368年赶走蒙古人，设立了浙江布政司，从此浙江的边界线至今变化很小。明朝的浙江布政司下辖11个府；杭州府、嘉兴府、湖州府、宁波府、绍兴府、台州府、金华府、衢州府、严州府、温州府、处州府（丽水），至今仍大体保持稳定。

## 清朝
清兵入浙后，于康熙初年改浙江承宣布政使司为浙江省。由于浙江曾积极抵抗清兵，满清对对江南文人采取高压政策，野蛮的文字狱、明史案即发生于浙江。在浙江一手制造了骇人听闻的吕留良开棺戮尸、捕杀曾静等事件。
清朝道光二十年（公元1840年）7月5日，英军炮轰定海城，鸦片战争正式爆发。翌日城陷，定海镇总兵葛云飞、寿春镇总兵王锡朋、处州镇总兵郑国鸿率军抵抗后阵亡。根据战后签订的中英江宁条约，宁波成为最早的五口通商口岸之一。
1861年，太平军从江西进入浙江省，除最南的温州地区外全省各地都受严重影响。由于江浙地区是官员和绅士的主要来源地，这一地区对于儒教的信仰致使民团不断与太平军作战，造成浙江全省除最南的温州地区外，人口损失惨重，尤其是浙江西部的湖州、杭州两府各县，人口损失多在2/3以上，尤其武康、孝丰、安吉3县，人口损失在96%以上。太平天国战争导致大批江浙人士进入上海的外国租借避难，对上海的开发起了决定性的作用。
在平定太平天国的同时，湘军的势力开始在浙江迅速扩张，1861年后的多任浙江巡抚由湘军把持，直到葛毕氏案发生后，湘军的力量才大为削弱。

## 中华民国时期

### 浙人治浙（1911年—1917年）
辛亥革命以前，浙江是革命党活动活跃的地区，浙人章太炎、徐锡麟、秋瑾、陶成章等人成立光复会，影响波及长江下游和东南沿海。1911年11月，杭州新军起义，时任浙江谘议局议长汤寿潜被推举为首任浙江都督，周承菼为浙军总司令，宣告浙江独立。1912年，中華民國政府正式成立，浙江省省會仍定於杭縣（原稱錢塘）。1月都督汤寿潜改任中华民国首任交通总长后，浙江各界又公推蒋尊簋为浙江都督。但在袁世凯的压力下，蒋尊簋被迫辞去都督，袁遂任命朱瑞为浙江都督。
1916年4月12日浙江省宣布独立，布告安民。5月，公推吕公望为浙江都督兼省长，倡导“浙人治浙”，加入反袁护国运动。省议会议长沈定一召集被袁世凯解散的省议会复会，恢复《临时约法》，行使省议会的权力。但由于局势动荡，吕公望无力掌控浙江政局。1917年1月，北洋政府任命杨善德带兵来杭任浙江督军，齐耀珊任浙江省长，浙江各界虽力拒，但终未挽回局面。
历任浙江都督：
- 汤寿潜（1911年11月-1912年1月）
- 蒋尊簋（1912年1月 - 1912年8月）
- 朱瑞（1912年8月 - 1916年）
- 吕公望（1916年）

### 北洋军阀统治时期（1917年—1927年）
杨善德就任浙江督军后，浙江省被正式纳入北洋军阀势力范围。杨去世后，盧永祥接任浙江督军。杨卢2人均属皖系军阀。因当时的江苏省为直系军阀统治，所以浙江督军节制同属皖系的上海地区。
1924年9月，江浙战争爆发，属直系军阀的江苏督军齐燮元联合江西和福建进攻皖系的盧永祥。10月战争结束后直系获胜，驱逐卢永祥。浙江进入直系军阀统治时期，督军为孙传芳，直至北伐战争结束。
历任浙江督军：
- 杨善德（1917年1月- 1919年8月13日去世）
- 盧永祥（   - 1924年）
- 孙传芳（1924年 - 1927年8月）

历任浙江省长：
- 吕公望（1916年-1917年1月）
- 齐耀珊（1917年1月-1920年6月24日）
- 沈金鉴（1920年6月24日-1922年10月29日）
- 张载扬（1922年10月29日-
- 夏超（1924年-1926年11月21日）
- 陈仪（1925年10月 - 1927年7月）

清末民初时期，浙江因为资本主义萌芽和开埠较早，较早的接触了西方近代思想的影响并且投入到推翻清朝的统治的斗争中，孙中山后期的革命经费大部都是浙江湖州的丝绸商人筹集和捐赠的，蒋介石就是依靠江浙财阀的势力上台的，湖州人当时就占国民党中常委的1/3，控制了当时的政权。浙江人还较早参与了当时上海的开发，宁波人大量移民上海，湖州人控制了当时上海大部分码头和租借大半房产，并建造了百乐门，和平饭店等知名建筑。

### 南京国民政府（1927年-1937年）
1927年2月底，北伐军占領浙江全境，7月27日浙江省政府正式成立，浙江开始了在国民政府领导下的十年建设，其间多项重要基础设施竣工。1927年，杭縣分拆出杭州市，仍为浙江省省會。1929年，张静江在杭州成功举办了第一次西湖博览会。
国民政府时期历任浙江省主席：
- 张静江（1927年7月27日推举为省主席）
- 何應欽（1927年10月5日任命，1928年11月7日免除），1928年5月14日后省主席之职由蔣伯成代理
- 张静江（1928年11月7日任命，1930年12月4日免除），二度就任。
- 张难先（1930年12月4日任命，1931年12月15日免除）
- 魯滌平（1931年12月15日任命，1934年12月12日免除）
- 黄绍竑（1934年12月12日任命，1936年7月25日免除）
- 白崇禧（1936年7月25日任命，1936年9月6日免除），实际为其本人拒绝，由徐青甫代白崇禧省主席職
- 黄绍竑（1936年9月6日任命，1936年12月2日免除），二度就任
- 朱家驊（1936年12月2日任命，1937年11月26日免除）
- 黄绍竑（1937年11月26日任命，1946年3月26日免除），三度就任
- 沈鸿烈（1946年3月26日任命，1948年6月22日免除）
- 陈仪  （1948年6月22日任命，1949年2月21日免除）
- 周喦  （1949年2月21日任命，1949年5月逃離大陸）
- 胡宗南（1952年10月19日任命，1953年7月23日撤往臺灣）

### 抗日战争时期（1937年-1945年）
浙江是抗日战争的主战场之一，一直属于第三战区。
战争爆发后，浙江北部的嘉兴、吴兴、长兴等地是前期淞沪会战的主要战场之一。1937年8月14日14架日军战机从台北起飞，跨海进入浙江，企图突袭杭州笕桥机场，爆发八一四空战。中国空军在装备性能、数量和技术都相对处于劣势的情况下，在杭州笕桥上空与日军飛機展开了激烈的较量，击落日机数架，取得空战大捷。8月下旬，浙江境内成立杭州湾北岸守备区和浙东守备区。
11月14日，嘉善失守。18日，嘉興失守。21日，吳興失守。25日，長興失守。年底杭州亦失守，日军大举进攻浙江。日军对浙江的侵略主要沿铁路线展开。为阻缓日军行动，国府对浙江实行焦土政策，包括毁弃铁路和公路，撤出城市居民和物资等。期间朱家骅担任浙江省主席，赶在日军进入杭州前撤出市民、机关、学校、工厂，炸毁钱塘江大桥，形成敌我隔钱塘江对峙的浙江正面战场。
1939年3月21日拂晓，日本侵略军为进犯江南，扫荡浙东，策应正在进攻南昌的日军，土桥一次师团一部在富阳周家浦偷渡。抗敌自卫团在当地群众的支援奋战三天两夜，取得东洲保卫战的胜利。1940年1月，日军土桥师团乘雪天渡过钱塘江，占领萧山。
1940年7月16日，日军调集炮舰及登陆舰30余艘、航空母舰1艘、飞机30余架和3000余兵力，从海上进攻镇海，威胁当时全国最重要的对外港口和抗日前哨宁波。时第194师师长兼宁波防守司令陈德法指挥其所属部队和增援部队，在戚家山争夺战中大败入侵之敌，毙伤日军1000余名，击落日机一架，日酋萍乡月蜀切腹自杀，取得抗战中的第一次反登陆海防战大捷，是为镇海大捷。
1942年5月，省政府南避云和。
期间，浙江是日本进行细菌战的主要受害地区之一。目前，在义乌和衢州分别建有细菌战纪念展览馆，反映侵华日军细菌战的犯罪史实。
1945年9月4日第3战区参谋长张世希与驻杭州的日军第133师团参谋长樋泽一治在富阳宋殿村（今属富阳区受降镇）举行洽降会谈。
汪伪政权的浙江省主席（省长）
浙江沦陷后，日军的傀儡政权中華民國維新政府任命浙江省省长，到1940年编入汪伪政权。汪伪的浙江省政府最高行政长官，先沿用省主席之称，后于1943年1月改称省长。历任省主席（省长）有：
- 汪瑞闓（1938年6月任中華民國維新政府浙江省省長，1940年3月任汪僞國民政府浙江省政府主席，1941年1月24日病亡）
- 梅思平
- 傅式说
- 项致庄
- 丁默村

### 浙江在国共内战期间（1949年-1950年）
國共內戰後，國民政府在大陆的據點盡失。1949年5月，温州、杭州、宁波等浙江大陆各城相继易守。但中华民国 政府仍继续有效統治浙江沿海诸岛，国民政府的浙江省政府迁至舟山，登步岛战役后国共方正面冲突减少。1950年5月，浙江省政府等驻舟山各机构及大量人员随中華民國國軍由舟山撤退台湾，省政府及浙南行署等皆因之撤銷。随后解放军进驻接管舟山群岛。
国民政府弃守舟山后，僅有在浙江東南的大陳列島（台州列島）、一江山、披山、頭門山、漁山、南麂等島而由国民政府控制。，而撤退到島上的縣政府包括溫嶺、臨海、黃岩、平陽、三門、樂清、玉環七縣。
中華民國總統蔣中正遂派胡宗南，在1951年9月赴大陳島成立「江浙總部」，並以江浙總部為基礎，相應重设「浙江省政府」，與中國人民解放軍作戰。
1952年，浙江省政府七縣合併為溫嶺、臨海、平陽、玉環四縣，改三門縣為「漁山管理局」，並設立「竹嶼管理局」，該兩管理局原是與大陸直接貿易之特區，但一年後隨即裁撤。
1953年，蔣中正決定改採守勢作戰，浙江省政府遷至台灣，當地再設立「大陳地區行政督察專員公署」治理，行政督察專員則由原政務處長沈之岳擔任。
1955年1月20日，中國人民解放軍攻陷一江山島，国民政府見大勢已去，在美國第七艦隊的護航下，將大陳島上的軍隊和居民全部撤退至台灣，隨後更撤離南麂，而浙江省大陳區行政督察專員公署及在台灣的浙江省政府亦隨之撤銷。浙江省至此全境易手。

## 中华人民共和国时期
1949年7月，浙江省人民政府成立。建国初期，因为抗日战争、通货膨胀的打击，浙江的社会经济濒于崩溃，底层民众穷困潦倒。中国共产党在接收国民党资产后，进行了金融业的社会主义改造，并逐步垄断金融业；又将农村作为工作中心，积极清剿土匪，恢复秩序，颁布农业生产优惠政策，推动土地改革运动；但由于处于国防前线，浙江省在1953年到1957年“一五计划”期间没有引进任何重点工业项目。1958“大跃进”起，浙江经济受到三年大饥荒、文化大革命等因素影响，国民经济比例严重失调，人民生活水平下降，省内债务负担增大，直至1978年改革开放:2-5。
改革开发初期，浙江制定了“扬长避短”的经济战略，大力发展纺织业，推行以市场为导向的改革，浙江农村率先开始工业化。80年代开始，各类商品市场开始活跃，民营经济开始赶超国营经济并占据经济半壁江山，涌现出一批经济强劲的乡镇及村，义乌小商品市场、海宁服装皮革城以及绍兴全球纺织市场中心等一批大型市场逐渐建立，浙南还出现了以家庭工业为特点的“温州模式”。90年代以来，随着社会主义市场经济的确立，乡镇集体所有制企业开始改制，私有制企业取代集体企业成为浙江省新的发展热点。在宽松的政策背景下，浙江逐渐成为中国大陆民营经济GDP占比最高的省份之一，形成了以民营中小企业为主导的“浙江模式”。
当前浙江是中国大陆民营经济最发达、县域经济最好、城乡差距最小的省份，城镇居民人均可支配收入仅次于北京、上海两大直辖市，位居中国大陆省级行政区第三，农村居民人均可支配收入则是33年保持省区第一。浙江亦是建国以来许多历史事件的见证地：1954年，毛泽东在浙江杭州主持起草中华人民共和国第一部宪法五四宪法。1956年，温州永嘉县率先试行“包产到户”。1972年，尼克松访华，在杭州西湖畔的刘庄（今西湖国宾馆）草签了中美上海公告。1979年，温州市颁发了中国第一本个体工商户营业执照。1985年，中国第一座核电站秦山核电站在嘉兴海盐县动工建设。2008年，宁波舟山港成为世界货物吞吐量第一大港。2014年，世界互联网大会永久落户嘉兴乌镇。2016年，G20峰会在浙江杭州召开。2023年，杭州亚运会召开。

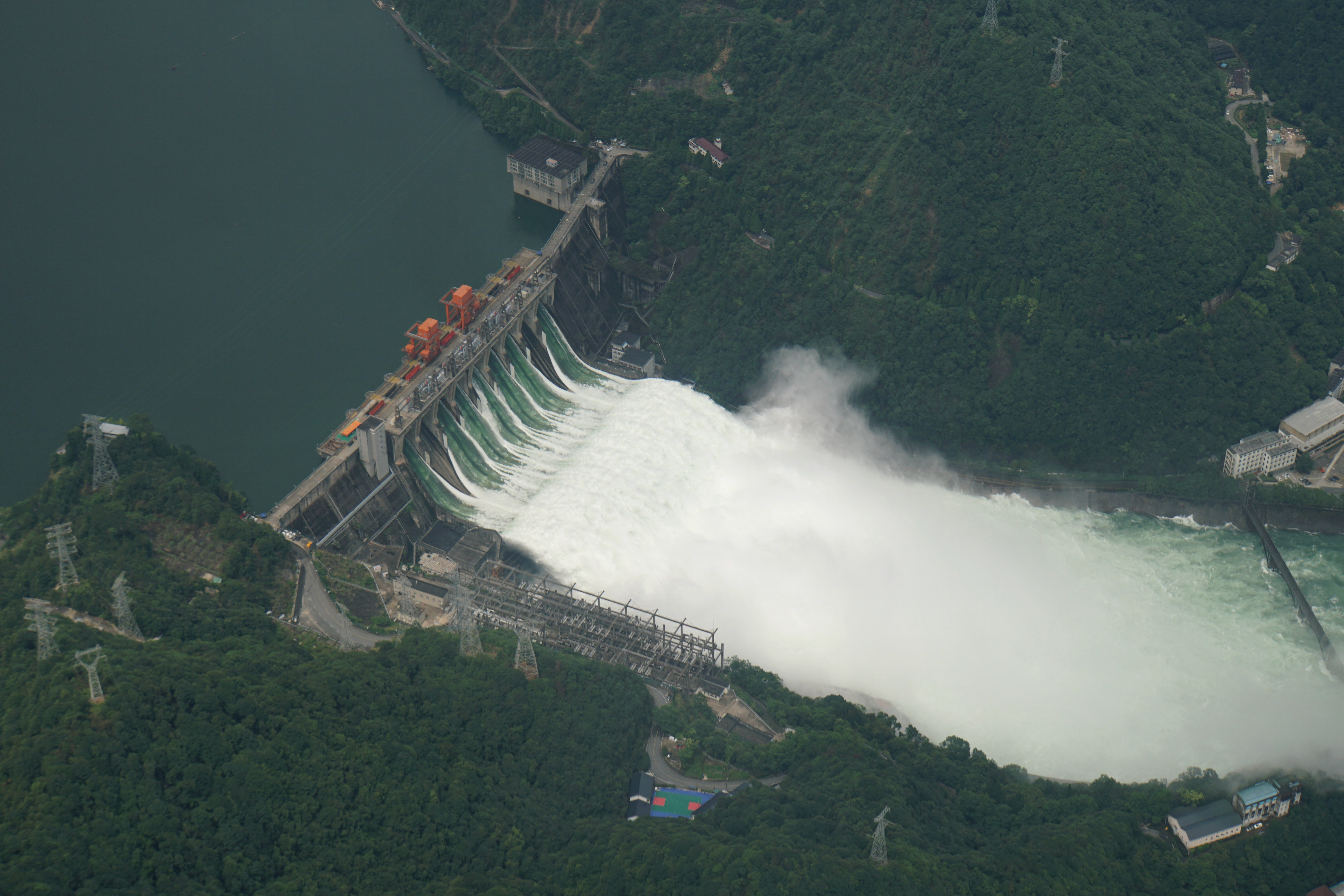
2020年7月10日，7孔泄洪的新安江水电站。

2020年中国南方水灾期间，浙江多地大暴雨，截至7月9日14时的初步统计，浙江受灾人口18.4万人，紧急转移安置人口5.2万人，农作物受灾面积1.1万公顷，倒损房屋1000余间，直接经济损失7.1亿元。自5月29日入梅以来，杭州市淳安县遭受史上最强梅雨。7月8日，千岛湖（新安江水电站）水位达到史上最高，108.43米。8日9时起，新安江水电站开始泄洪。这是水电站建成以来，首次正式9孔全开泄洪。9日6时许，泄洪洪峰顺新安江、富春江抵达钱塘江杭州滨江段。潮水和洪水叠加之下，钱塘江杭州闸口水文站最高水位达7.43米。富春江、新安江、兰江汇流的——建德市梅城镇的12个村落因此次泄洪受灾。